# Cadillac Cyclone
De Cadillac Cylone is een conceptauto van het Amerikaanse merk Cadillac. De Cyclone maakte zijn debuut in 1959 en werd nooit in massaproductie genomen. Opvallend aan de auto was de styling die sterk was gebaseerd op de raketten en vliegtuigen van de jaren 50. Het dak viel op omdat het een kunststoffen halve bol betrof die ook in de kofferbak kon worden opgeborgen.